# Acord d'Associació Lliure (d'Oceania)
L'Acord d'Associació Lliure (en anglès Compact of Free Association, abreviat com a COFA) és un acord internacional que estableix i regula les relacions de lliure associació entre els Estats Units i els tres estats sobirans de les illes del Pacífic dels Estats Federats de Micronèsia, les Illes Marshall, i Palau.
Aquestes nacions, juntament amb les Illes Mariannes Septentrionals, anteriorment compost pel Territori en Fideïcomís de les Illes del Pacífic, sota el tutelatge de l'Nacions Unides i administrat per la Marina dels Estats Units d'Amèrica de 1947 a 1951 i pel Departament d'Interior dels Estats Units de 1951 a 1986 (a 1994 per Palau).
L'Acord s'originà com una extensió de l'acord entre els Estats Units i la ONU sobre el tutelatge de territoris, el qual obligava al govern federal dels Estats Units "a promoure el desenvolupament de les persones del Territori Fideïcomís cap un autogovern o independència de manera apropiada a les circumstàncies particulars del Territori Fideïcomís i els seus pobles i els desitjos expressats lliurement d'aquests pobles". Sota l'acord, el govern federal dels EUA proporciona assistència financera garantida durant un període de 15 anys a través de la seva Oficina d'Afers Insulars a canvi d'assumir l'autoritat i responsabilitats completes sobre la defensa.
L'Acord d'Associació Lliure fou començat a ser creat per negociadors el 1980 i fou signat per les parts entre 1982 i 1983. Va ser aprovat pels ciutadans dels estats de l'Oceà Pacífic en plebiscits el 1983. La legislació sobre l'Acord va ser aprovada pel Congrés dels EUA el 1986 i ratificada el 13 de novembre de 1986.

## Provisions econòmiques
Cada un dels estats associats participa activament en les activitats d'assistència tècnica de l'Oficina d'Afers Insulars. Els EUA atorga accés singular a aquests països a programes domèstics, incloent resposta de desastre i programes de recuperació i mitigació de l'Agència d'Administració d'Emergència Federal, els serveis proporcionats pel Servei Nacional de Meteorologia, el Servei de Correus dels Estats Units, l'Administració d'Aviació Federal, la Comissió Federal de Comunicacions, i representació conjunta ambels EUA a la Junta de Registració de Freqüències Internacionals de la Unió Internacional de Telecomunicació. L'àrea de l'Acord, encara que fora del mercat dels Estats Units, és principalment lliure d'aranzels per importacions.
La majoria de ciutadans dels estats associats poden viure i treballar als Estats Units, i la majoria de ciutadans dels EUA i els seus cònjuges poden viure i treballar en els estats associats. El 1996, la Personal Responsibility and Work Opportunity Reconciliation Act va abolir els pagaments relatius a Medicaid per a estrangers residents provinents d'aquests estats, fins i tot després del període de cinc anys d'espera que la majoria d'altres residents estrangers tenen.

## Provisions militars
El COFA permet als Estats Units operar forces armades en els territoris dels estats associats, i a obtenir espai territorial per construir bases militars operatives (subjecte a negociació), mentre que s'exclou els exèrcits d'altres països d'operar sense permís dels EUA. Els EUA per la seva banda esdevenen responsables de protegir els països associats i responsables per l'administració de tots els tractats de defensa i afers internacionals, encara que no pugui declarar guerra en nom dels països associats. No és permès utilitzar armes nuclears, químiques, o biològiques al territori de Palau. En els territoris de les Illes Marshall i el Estats Federats de Micronèsia no és permès emmagatzemar tals armes excepte en temps d'emergència nacional, estat de guerra, o quan és necessari defensar-se contra un atac real o imminent als EUA, les Illes Marshall, o els Estats Federats de Micronèsia.
Ciutadans dels estats associats poden servir dins les forces armades d'EUA, els experts han notat que la presència actual i esforços de reclutament de l'exèrcit dels EUA en els territoris de l'Acord pot haver resultat en un nivell alt d'allistament militar de ciutadans dels estats associats. Per exemple, el 2008, els Estats Federats de Micronèsia van haver-hi una ràtio d'allistament per càpita més alta que a qualsevol estat dels EUA, i sofrí per sobre de cinc vegades més morts per càpita a Iraq i Afganistan per càpita (9 soldats d'una població de 107.000).

## Renovació del 2003
El 2003, l'Acord amb les Illes Marshall i els Estats Federats de Micronesia va ser renovat per 20 anys més. Aquests nou Acord proporciona 3.5 bilions de dòlars americans al finançament d'ambdós països. 30 milions de dòlars també son pagats anualment entre Samoa Nord-americana, Guam, Hawaii, i les Illes Mariannes Septentrionals en concepte de "finançament de l'Acord". Aquest finançament ajuda els governs d'aquests estats a suportar la despesa de proporcionar serveis a immigrants de les Illes Marshall, els Estats Federats de Micronesia i Palau. L'ús dels EUA de Kwajalein per provar míssils també va ser renovat pel mateix terme. El nou Acord també canvià regles d'immigració. Els habitants de les Illes Marshall i els Estats Federats de Micronesia que viatgessin als EUA passaren a requerir tenir passaports. El servei postal estatunidenc va tenir l'opció d'aplicar preus de franqueig internacional per correu entre els EUA i els dos estats (per fases durants cinc anys). L'USPS va començar implementar el canvi el gener 2006, però decidí tornar a aplicar preus i serveis domèstics el novembre de 2007.
L'Acord renovat (generalment anomenat "Acord II") es va fer efectiu a les Illes Marshall el 25 de juny de 2004, i aIs Estats Federats de Micronesia el 30 de juny de 2004.

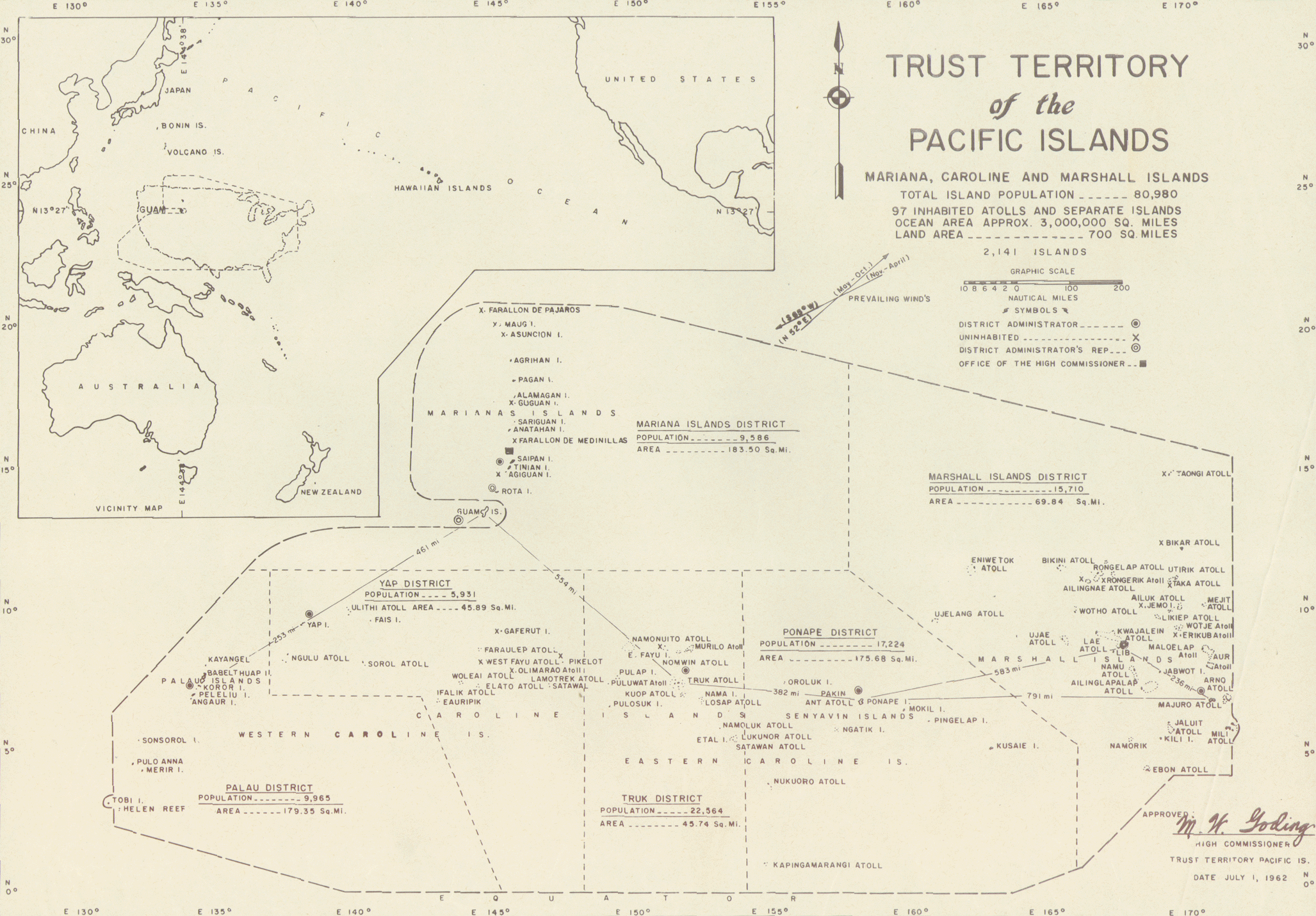
Mapa del Territori de Confiança de les Illes d'Oceà Pacífic (1961)

Les provisions econòmiques de l'Acord per Palau que van proporcionar 18 milions de dòlars en subsidis i subvencions anuals, caducà el 30 de setembre de 2009, i negociacions per la renovació es tancaren a finals de 2010. Els suport financer dels EUA per Palau està basat en una resolució de continuació aprovada pel Congrés dels EUA. El Fons Fiduciàri de l'Acord creat per reemplaçar l'ajut financers dels EUA no va complir les expectatives a causa de la recessió global entre 2008 i 2012. Les provisions de defensa militar i civil foren vigents fins al 2015.

### Renovacions i canvis posteriors
La proposició de llei S.343, la qual hauria renovat l'acord amb Palau per 15 anys, no va arribar a ser aprovada pel Congrés entre 2011 i 2012. Una altra proposició de llei, S.1268, tampoc es va aprovar en la sessió de 2013/14. Finalment un Acord de Revisió va ser signat entre els EUA i Palau el 2018, estenent certes provisions fiscals fins al 30 de setembre de 2024.
El març de 2022, el President Joe Biden nomenà a Joseph Yun com a Enviat Presidencial Especial per Negociacions de l'Acord amb la missió de liderar la negociació per esmenar i renovar l'Acord. Els reprentants dels EUA i els estats associats han signat renovacions de tots tres Acords per un terme de 20 anys, implicant un finançament de 7,1 bilions de dòlars a pagar durant el terme de l'Acord. (889 milions per Palau, 3,3 bilions per Micronèsia, 2,3 bilions per les Illes Marshall i 634 milions per al servei postal estatunidenc perquè contïnui oferint els seus serveis a cost domèstic).
El Ministre de Finances de Palau, Kaleb Udui Jr, i l'ambaixador Yun en la seva capacitat d'Enviat Presidencial Especial dels Estats Units, signaren una extensió de l'Acord el 22 de maig de 2023. Els negociadors de Palau havien demanat que la renovació fos abans d'hora per alinear-la amb les renovacions dels altres acords. El 23 de maig de 2023, el negociador Leo Falcam dels Estats Federats de Micronèsia i el representant del Departament d'Estat dels Estats Units signaren l'extensió de l'Acord de Micronèsia el 16 d'octubre de 2023. El Congrés aprovà legislació implementant els nous acords el març de 2024.

## Compliment dels compromisos per part dels EUA
L'administració dels Estats Units dels antics territoris fideïcomissos i ara coberts sota l'Acord de Lliure Associació ha estat subjecta a crítica durant les últimes dècades. Un informe de la missió de les Nacions Unides el 1961 notà deficiencies en "l'administració americana en gairebé cada àrea: transport pobre, fracàs de resoldre reclamacions per danys durant la guerra; fracàs a compensar adequadament per terra presa per propòsits militars; condicions de vida pobres[;] desenvolupament econòmic inadequat; programes d'educació inadequats; i serveis mèdics gairebé inexistents." El 1971, la congressista Patsy Mink afegí que "Després d'aconseguir el dret a controlar Micronèsia, [els EUA] van procedir per permetre a les illes a estancar-se i decaure a través de la indiferència i la manca d'ajut. . . . La població encara és en gran part empobrida i amb mancançes de béns i serveis bàsics que considerem essencials – educació adequada, allotjament, estàndards de salut bons i instal·lacions modernes de sanitació."
Després dels acords, també hi haveren crítiques per part del Subcomité d'Afers Estrangers sobre Asia i el Pacífic de la Cambra de Representants pel que fa als compromisos sense complir dels Estats Units per adreçar els impactes de les proves nuclears deks EUA a les Illes Marshall, que formaven part del Territori de Prova de l'Oceà Pacífic. Els testimonis van afegir que mentre que la secció 177 del Acord de Lliure Associació va reconèixer la responsabilitat dels Estats Units "d'adreçar les consèqüencies passades, presents i futures de les proves nuclears," menys de 4 milions de dòlars americans van ser pagats d'una sentències de 2,2 bilions dictaminada pel Tribunal de Reclamacions Nuclear creat sota l'Acord amb les Illes Marshall, i el Tribunal de Cassació dels Estats Units havia rebutjat dos demandes per aplicar la sentència. Respecte aquestes omissions, els professionals mèdics també notaren els potencials impactes estesos de les proves nuclears dins de l'àrea de proves de l'Oceà Pacífic, indicats per la prevalència de malaties radiogèniques així com malalties de cor, diabetes i obesitat associades amb "forçar un canvi en estil de vida i patrons dietètics" que resulten de l'administració dels EUA després de les proves. El 2011, alguns legisladors denunciaren que el Congrés dels EUA havia contínuament fallat a cobrir els costos de serveis mèdics promesos per a ciutadans d'estats de l'Acord que emigraren als Estats Units buscant millor salut, educació, i oportunitats d'ocupació, particularment des del passatge de la Personal Responsibility and Work Opportunity Reconciliation Act.
També s'ha questionat la responsabilitat dels Estats Units pel que fa a l'assumpte de nombrosos vaixells de guerra i petrolers abandonats o destruïts per l'exèrcit dels EUA en atols i illes per tota l'àrea de l'Acord.

## Problemes amb els serveis mèdics
El 2009, l'Estat de Hawaii, aleshores sota l'administració de la Governadora Linda Lingle, va intentar restringir l'accés a la salut pels ciutadans de l'Acord a través d'eliminar tots els residents d'aquests estats a d'Hawaii de Med-QUEST, l'assegurança pública Medicaid de l'estat. Els residents de països de l'Acoords eren transferits a Salut Bàsica de Hawaii (BHH), una assegurança pública limitada que exclou "serveis de transport i on els pacients no poden rebre més de deu dies de costos d'hospital per any, dotze visites al metge per any, i quatre receptes de medicació per mes de calendari. . . . BHH cobreix tractaments de diàlisi només en cas d'emergència, i les deu o dotze medicacions que els pacients de diàlisi han de prendre cada mes no estan completament cobertes. BHH . . . fa que els pacients de càncer esgotin la seva ració de visites al metge en només dos o tres mesos".
Considerant que tal política probablement constituïa discriminació il·legal en violació de la Clàusula de Protecció Igual de la constitució, el Jutge del Tribunal Districtal Federal John Michael Seabright va emetre una cautelar preliminar contra la implementació de BHH. Trobant una possibilitat alta de mal irreparable,el jutge Seabright va considerar que les "proves mostren que la cobertura limitada deBHH. .. està causant residents dels països de l'Acord a no buscar tractament necessari perquè no poden permetre-se'l". El successor de Lingle, el Governador Neil Abercrombie apel·là la cautelar al Tribunal d'Apel·lacions dels Estats Units pel Novè Circuit, el qual dictaminà en favor de l'estat. Quan el Tribunal Suprem rebutjà oïr el cas, el govern d'Abercrombie va treure la majoria de residents dels estats membres de Med-QUEST i els va transferir a plans sorgits de la Llei de Cura Assequible. En altres estats, notablement Arkansas, el qual té una població significativa d'habitants de les Marshall, els residents de l'Acord no han estat elegibles per Medicaid. El 2020, el Congrés dels Estats Units restaurà eligibilitat de Medicaid pels residents d'estats membres a través de la Llei Consolidada d'Apropiacions.
El 2024, l'accés de residents de països de l'Acord a molts programes federals (com ara el Programa d'Assistència a la Nutrició Suplemental, l'Assistència Temporal per a Famílies Necessitades i l'Ingrés Suplemental de Seguretat) fou restaurat després d'haver sigut retirat amb les reformes del benestar dels anys 90s. Medicaid ja havia estat restaurat el 2020.